# Marsfeld (Sankt Petersburg)

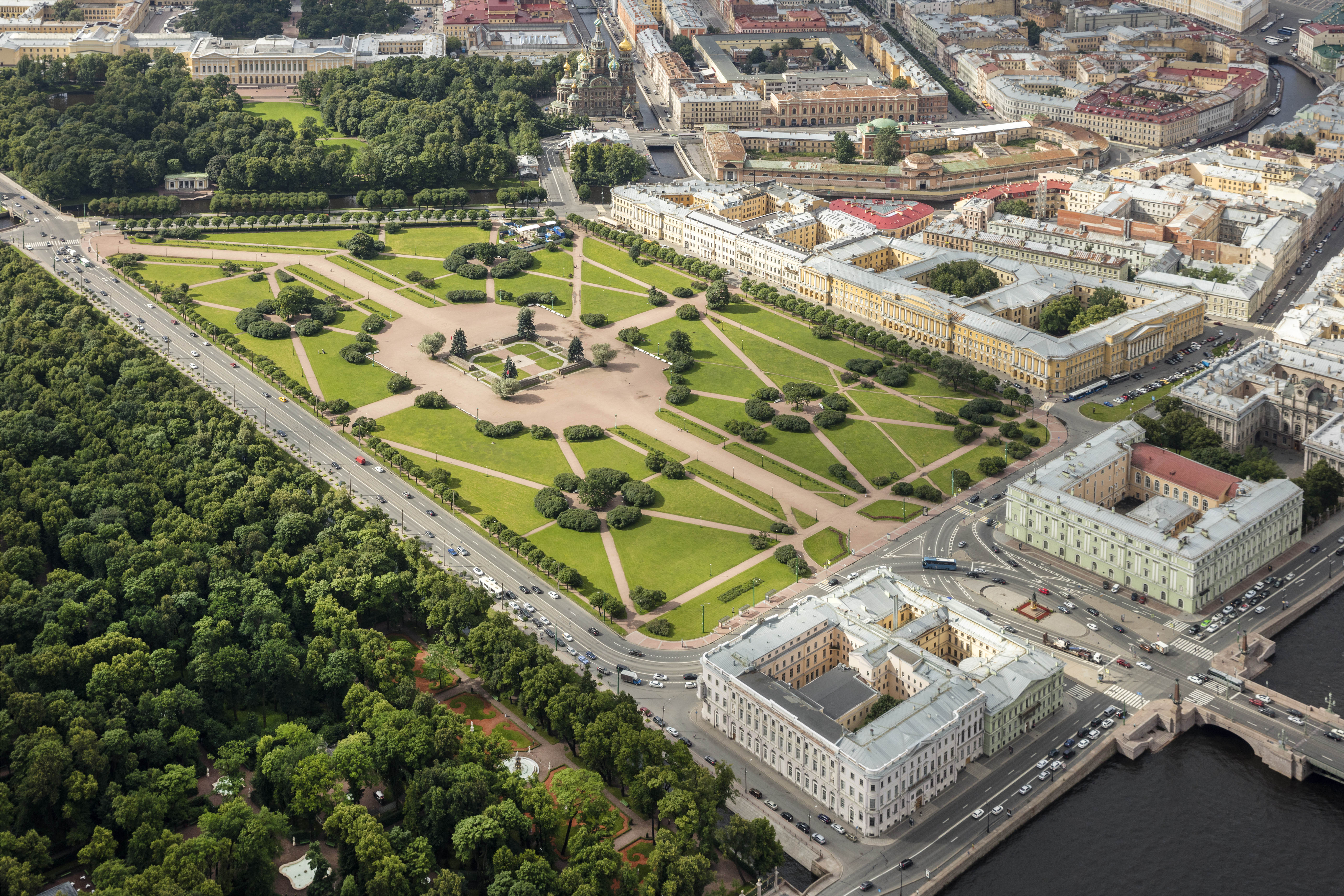
Gedenkstätte „Marsfeld“
im Juli 2016

Das Marsfeld in Sankt Petersburg ist eine ungefähr zwölf Hektar große Grünfläche in der Innenstadt zwischen dem Kanal Moika und dem Sommergarten. Auf ihm befinden sich die Gräber von 180 Gefallenen der russischen Februarrevolution sowie vieler im Russischen Bürgerkrieg gefallener Bolschewiki. Auf dem Platz brennt eine Ewige Flamme.

## Entstehung

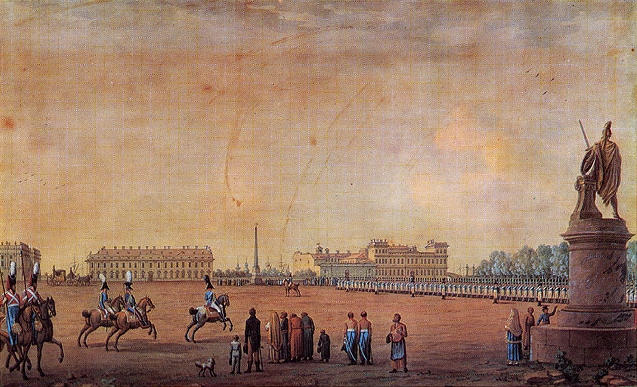
Ansicht des Marsfeldes 1801 von Benjamin Petersen

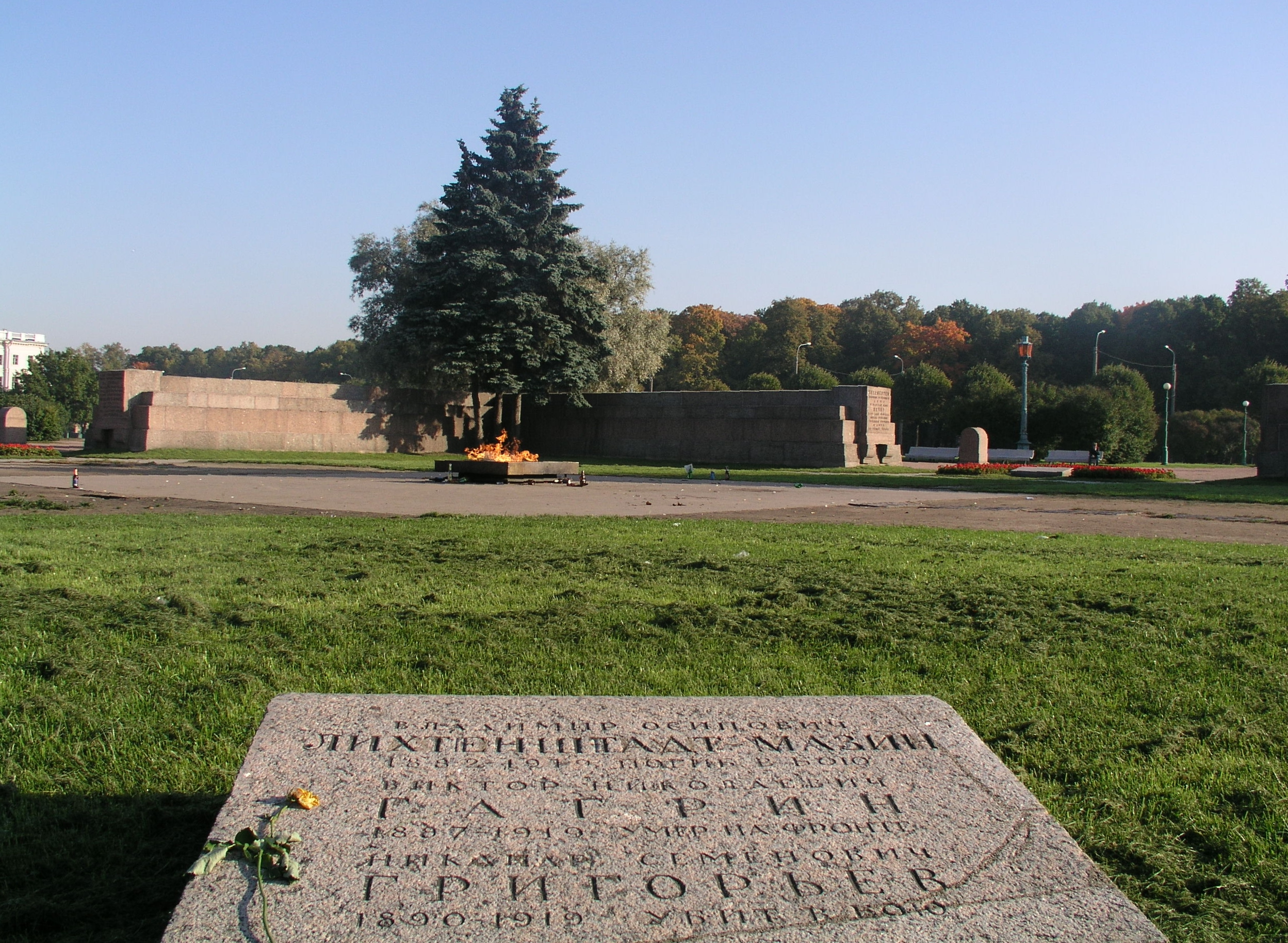
Gedenkstätte „Marsfeld“
im September 2008

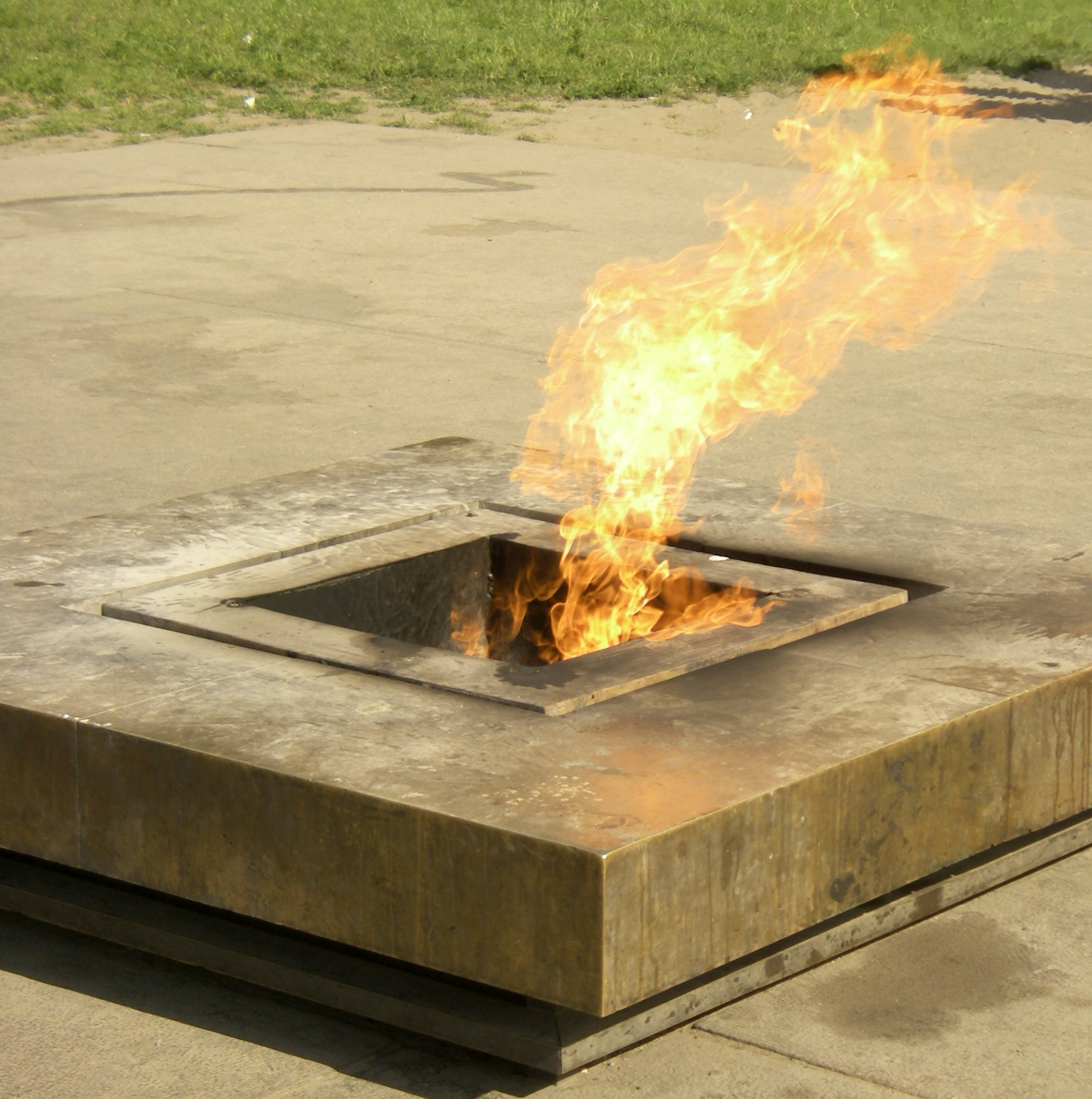
Die Ewige Flamme

Durch Trockenlegung morastigen Bodens entstand im 19. Jahrhundert eine große staubige sandige wüstenähnliche Fläche. Diese wurde bis zum Beginn des 20. Jahrhunderts als Platz zur Unterhaltung und Zerstreuung der damaligen Oberschicht, zum Beispiel für mächtige Feuerwerke (ursprünglich als Lustwiese oder Zarinnenwiese bezeichnet) oder – besonders unter Paul I. – für die Veranstaltung von Kriegsübungen und Militärparaden benutzt. An der Westseite des Platzes ließ Paul von dem Baumeister Wassili Petrowitsch Stassow die Kasernen des Paulsregiments erbauen. Diese im Stile des Klassizismus ausgeführten Kasernen dienen seit vielen Jahren den Petersburger Stadtwerken („Lenenergo“), an den Außenwänden werden zahlreiche Persönlichkeiten geehrt, die hier gelebt haben. Auch gibt es Hinweise auf Ereignisse der Februarrevolution.
Zwischen 1798 und 1801 wurden auf dem Platz Denkmäler für Rumjanzew und Suworow errichtet. Der Obelisk für Rumjanzew erhielt 1818 einen neuen Standort auf der Wassilsjewski-Insel, das Suworow-Denkmal, bei dem der Feldherr als Kriegsgott Mars dargestellt ist, wurde bei der Anlage des Revolutionsdenkmals an den Rand versetzt. Es befindet sich auf einer Verkehrsinsel vor der Troizki-Brücke.
Die Gefallenen der Februarrevolution 1917 wurden im April (alt: am 23. März) 1917 unter den Klängen von Chopin-Musik und begleitet von Ehrensalven der Peter-und-Pauls-Festung auf diesem Platz in einem Massengrab beigesetzt. Später wurden auch noch weitere Gräber angelegt, die die Namen der Toten tragen.
Im Mai 1920 errichteten 13.000 Freiwillige im Rahmen eines Subbotniks die bis heute hier zu besichtigende Gedenkstätte. Diese geht auf Gestaltungsentwürfe des Architekten Iwan Fomin zurück. Das Massengrab wurde mit einer gewaltigen Granitplatte bedeckt und die Zugänge in das Zentrum mit strengen dunkelroten Granitblöcken eingefasst. Die Granitblöcke bilden ein Viereck, in dessen Mitte sich das „Revolutionsdenkmal“ befindet, das nach Plänen des Architekten Rudnjew bereits 1919 hergestellt wurde. Seit 1957 brennt hier eine „Ewige Flamme“ und erinnert an die Toten. In der Sowjetzeit galt das Marsfeld als einer der schönsten Gartenplätze Europas.